# Hu Tu Tu
Hu Tu Tu – indyjski dramat społeczny z 1999 roku. W języku hindi wyreżyserował go znany scenarzysta Gulzar, także reżyser filmu Maachis. W rolach głównych nagrodzona Nagrodą Filmfare Tabu, Nana Patekar i Sunil Shetty.

## Obsada
- Nana Patekar – Bhau
- Sunil Shetty – Aditya Patel
- Tabu – Panna Barve (Nagroda Filmfare Krytyków dla Najlepszej Aktorki)
- Suhasini Mulay – Malti Barve, matka Panny
- Shivaji Satham – Amol Barve, ojciec Panny
- Mohan Agashe – Sawantrao Gadre, polityk
- Kulbhushan Kharbanda – P.N. Patel, ojciec Adityi
- Rajendranath Zutschi – Arun, brat Panny

## Muzyka i piosenki
Muzykę do filmu skomponował Vishal Bharadwaj, autor muzyki do Satya, Maachis, Chachi 420, No Smoking, Cichy, Hu Tu Tu, Maqbool, Omkara (dwa ostatnie też reżyserował).
Vishal Bharadwaj
1. Itna Lamba Kash Lo Yaaro
2. Chhai Chhap Chhai
3. Yeh Nam Aankhein
4. Nikla, Neem Ke Taleese Nikla (Bonus Song)
5. Ghapla Hai Bhai
6. Bandobast Hai
7. Jago Jago Jagte Raho
8. Jai Hind Hind
9. Play Hututu